# Бузок звичайний махровий
Бузок звичайний махровий (Syringa vulgaris f. plena) — це рослина роду бузок (Syringa) родини маслинові (Oleaceae).
Вона поширена в Китаї на всій території країни.
Вирощується як декоративне дерево.